# Kasholz
Kasholz ist ein Ortsteil der Gemeinde Wintrich im rheinland-pfälzischen Landkreis Bernkastel-Wittlich. Der Name des Ortes ist keltisch (cas: Eiche). In und um Kasholz gab es früher einen Eichenwald.
Durch den Ort verläuft die Kreisstraße 85. In Kasholz gibt es keine Straßenbezeichnungen, sondern nur Hausnummern.